# Upeneus stenopsis
Upeneus stenopsis è un pesce del genere Upeneus, scoperto nel 2012.

## Descrizione
La lunghezza media di questo pesce supera di poco i 10 cm.

## Distribuzione e habitat
Vive mediamente tra i 200 e 250 metri di profondità, nelle acque tropicali dell'Oceano Pacifico occidentale, specie tra il nord dell'Australia e l'arcipelago delle Filippine.